# Dekanat Szczecin-Pomorzany
Dekanat Szczecin-Pomorzany – jeden z siedmiu dekanatów w Szczecinie należący do archidiecezji szczecińsko-kamieńskiej.

## Parafie
- Kołbaskowo (pw. Świętej Trójcy)
- Przecław (pw. Nawiedzenia Najświętszej Maryi Panny)
- Szczecin Gumieńce - Parafia Matki Bożej Różańcowej w Szczecinie

- Szczecin Pomorzany - Parafia św. Józefa Oblubieńca Najświętszej Maryi Panny w Szczecinie
- Szczecin Pomorzany - Parafia św. Maksymiliana Marii Kolbego w Szczecinie
- Szczecin Pomorzany - Parafia Matki Bożej Jasnogórskiej w Szczecinie
- Szczecin Gumieńce - Parafia Przemienienia Pańskiego w Szczecinie-Gumieńcach
- Szczecin Gumieńce - Parafia św. Cyryla i Metodego w Szczecinie

## Funkcje w dekanacie
- Dziekan: ks. prałat mgr Andrzej Buczma
- Wicedziekan: ks. kan. Krzysztof Tracz[1]
- Ojciec duchowny: ks. prałat dr Ireneusz Sokalski